# Propan
Propan er en alkan, en mættet, alifatisk kulbrinte (carbonhydrid) med 3 kulstofatomer. Det bruges fx i flaskegas.
Ordstammen prop- i propan kommer fra navnet for den tilhørende syre, propionsyre.
Idet propan er et alkan, består molekylet kun af enkeltbindinger.
- Wikimedia Commons har flere filer relateret til Propan

| Kemi | Spire Denne artikel om kemi er en spire som bør udbygges. Du er velkommen til at hjælpe Wikipedia ved at udvide den. |

|  | Infoboks uden skabelon Denne artikel har en infoboks dannet af en tabel eller tilsvarende. |